# チャールズ・ハミルトン (第8代ハディントン伯爵)

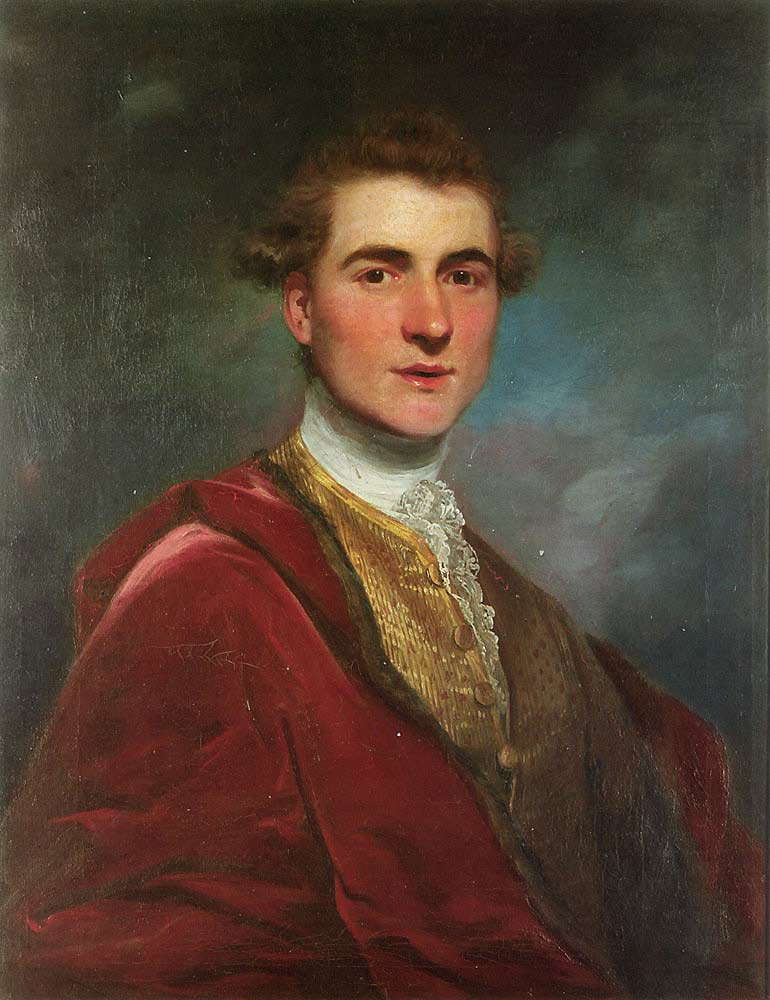
第8代ハディントン伯爵の肖像画、ジョシュア・レノルズ作。

第8代ハディントン伯爵チャールズ・ハミルトン（英語: Charles Hamilton, 8th Earl of Haddington、1753年7月5日 – 1828年3月17日）は、スコットランド貴族。

## 生涯
第7代ハディントン伯爵トマス・ハミルトンと1人目の妻メアリー・ロイド（Mary Lloyd）の長男として、1753年7月5日に生まれた。1794年5月19日に父が死去すると、ハディントン伯爵の爵位を継承した。
1804年から1823年までハディントンシャー統監を、1807年から1812年までスコットランド貴族代表議員を務めた。エディンバラのホリールード・パークの世襲管理人でもあったが、ホリールード・パーク管理人としては大衆からの人気がなかった。
1828年3月17日に死去、1人息子トマスが爵位を継承した。

## 人物
ウォルター・スコットは1824年にハディントン伯爵を訪れたとき、彼の機知とアネクドートを称えた。

## 家族
1779年4月30日、ソフィア・ホープ（1813年3月8日没、第2代ホープトン伯爵ジョン・ホープの三女）と結婚、1男をもうけた。
- トマス（1780年 – 1858年） - 第9代ハディントン伯爵